# 逆数

関数 y = 1/x のグラフ。0 を除くすべての x について y はその逆数を表している。

逆数（ぎゃくすう、英: reciprocal）とは、ある数に掛け算した結果が 1 となる数である。すなわち、数 x の逆数 y とは次のような関係を満たす。
{\displaystyle x\times y=y\times x=1.}
通常、x の逆数は分数の記法を用いて 1/x のように表されるか、冪の記法を用いて x−1 のように表される。
1 を乗法に関する単位元と見れば、逆数とは乗法逆元（じょうほうぎゃくげん、英: multiplicative inverse）の一種であり、乗法逆元とは一般化された逆数である。
上述の式から明らかなように、x と y の役割を入れ替えれば、x は y の逆数であると言える。従って、x の逆数が y であるとき y の逆数は x である。
x が 0 である場合、任意の数との積は 0 になるため、（0 ≠ 1 であれば）0 に対する逆数は存在しない。
また、任意の x について必ずしもその逆数が存在するとは限らない。たとえば、自然数の範囲では上述の関係を満たす数は x = y = 1 以外には存在しない。0 を除く任意の数 x について逆数が常に存在するようなものには、有理数や実数、複素数がある。これらのように四則演算が自由にできる集合を体と呼ぶ。
逆数は乗法における逆元であるが、加法における逆元として反数がある。
1つの二項演算を持つ集合であって左右の逆元が常に存在するもの（代数的構造）はループと呼ばれる。

## 例
以下に具体例をいくつか挙げる。ここで e はネイピア数、i は虚数単位、r は複素数の絶対値、θ は複素数の偏角を表す。また、z は複素数 z の共役複素数、|a| は数 a の絶対値を表す。
- 9 の逆数は 1/9。同様に 1/9 の逆数は 9。
- 2/3 の逆数は 3/2。同様に 3/2 の逆数は 2/3。
- 0.3 の逆数は 1/0.3 = 10/3。同様に 10/3 の逆数は 3/10 = 0.3。
- −5 の逆数は 1/−5 = −1/5 = −0.2。
- −|a| の逆数は 1/−|a| = −1/|a|。
- i の逆数は 1/i = i−1 = −i。
- 3 + 4i の逆数は 1/3 + 4i = 3 − 4i/25。
- x + yi の逆数は  1/ x + yi = x −  yi/x 2 + y 2。
- reiθ の逆数は (reiθ)−1 = 1/re−iθ。
- 複素数 z の逆数は 1/z = 1/|z|2z。

## 合同式での逆数
合同式において逆数を考えることができる。a × b を m で割ると 1 余るとき、b を a の m を法とする逆数と呼ぶ。合同式で表すと以下のようになる。 
{\displaystyle a\times b\equiv 1{\pmod {m}}.}
例えば、4 × 2 ≡ 1 (mod 7) となるので、法 7 において 2 は 4 の逆数である。通常の逆数と同様、逆数の逆数は同じ数であり、0 の逆数は存在せず、1 や −1 の逆数はそれ自身である。合同式の性質から、m の倍数の逆数は存在せず、(km ± 1) の逆数はそれ自身になる。
定義上、a は m と互いに素である必要がある。つまり、一般に合同式での逆数は存在するとは限らない。例えば、7 × b ≡ 1 (mod 42) や 12 × b ≡ 1 (mod 4) を満たす b は存在しない。
素数 p を法とする場合、0 以外の全ての元が逆数を持つ。法 17 を例とすると次のようになる。
| 元   | 0    | 1 | 2 | 3 | 4  | 5 | 6 | 7 | 8  | 9 | 10 | 11 | 12 | 13 | 14 | 15 | 16 |
| 逆数 | なし | 1 | 9 | 6 | 13 | 7 | 3 | 5 | 15 | 2 | 12 | 14 | 10 | 4  | 11 | 8  | 16 |

合同式での逆数はオイラーの定理によって計算できる。a に逆数 b が存在するならば
{\displaystyle a\times b\equiv 1\equiv a^{\varphi (m)}=a\times a^{\varphi (m)-1}{\pmod {m}}}
なので、
{\displaystyle b\equiv a^{\varphi (m)-1}{\pmod {m}}}
（ここで φ はオイラーのφ関数）であり、逆に a と m が互いに素であれば、この式によって逆数が与えられる。特に、m が素数の場合以下のようになる（フェルマーの小定理から直接導かれる）。
{\displaystyle b\equiv a^{m-2}{\pmod {m}}.}
また、ユークリッドの互除法によっても効率的に求めることができる。定義式は、以下のベズーの等式（ディオファントス方程式の一種）が b と n について整数解を持つことと同値である。
{\displaystyle a\times b+m\times n=1.}
この式の解は、a と m が互いに素である場合、かつその場合に限り存在する。

## 日本における学校教育
日本の小学校では、小学6年生で分数の掛け算・割り算について学習する際に、逆数について学習し、x（実際には具体的な数を用いる）で割ることと 1/x を掛けることが同じ結果を得ることなどを学ぶ。この事は中学校の課程で、加法における逆元、つまり負の数について学ぶ準備になっている。